# Vigna friesiorum
Vigna friesiorum är en ärtväxtart som beskrevs av Hermann August Theodor Harms. Vigna friesiorum ingår i släktet vignabönor, och familjen ärtväxter. Inga underarter finns listade i Catalogue of Life.